# Dengok (Padangan)
Dengok is een bestuurslaag in het regentschap Bojonegoro van de provincie Oost-Java, Indonesië. Dengok telt 3155 inwoners (volkstelling 2010).